# 빈 공항역
비엔나 공항역(독일어: Flughafen Wien) 또는 빈 공항역은 오스트리아 니더외스터라이히주 슈베하트에 있는 비엔나 국제공항을 운행하는 기차역이다. 기차 서비스는 오스트리아 연방 철도와 도이치반에서 운영한다.

## 운행편
역에는 다음 서비스가 제공된다.
- 레일젯 (브레겐츠–) (인스브루크–) 잘츠부르크 – 린츠 – 장크트푈텐 – 비엔나 마이들링역 – 비엔나 중앙역 – 비엔나 공항(시간당 2회)
- 인터시티( 클라겐푸르트 –) (잘펠덴 –) 잘츠부르크 – 벨스 – 린츠 – 암슈테텐 – 장크트 뽈텐 – 툴너펠트 – 비엔나 마이들링역 – 비엔나 중앙역 – 비엔나 공항(시간당)
- 현지 서비스 (도시 공항 기차) 비엔나 미테역 - 비엔나 공항 (시간당 2회)
- 비엔나 S-반 : 비엔나 플로리츠도르프역 - 비엔나 공항 - 볼프스탈(시간당 2회)